# Bruce Tognazzini
Bruce Tognazzini, detto Tog (1945), è un informatico statunitense.
Bruce Tognazzini è un consulente dell'usabilità collaboratore di Donald Norman e Jakob Nielsen nella Nielsen Norman Group, specializzata nell'interazione utente-macchina.  Ha lavorato per parecchi anni per la Apple, quindi per Sun Microsystems e WebMD. Ha scritto due libri, Tog on Interface e Tog on Software Design, e pubblicato la rivista sul web Asktog con il motto "Interaction Design Solutions for the Real World".
Tog (pseudonimo noto in tutti gli ambienti informatici) fu uno tra i primi e più influenti dipendenti della Apple, inserito nella copertina del suo libro Tog on Interface (Addison Wesley, 1991) come "Apple Employee #66".  Agli albori della Apple era conosciuto come autore di Super Hi-Res Chess, un programma di Apple II che, nonostante il nome, non giocava a scacchi né aveva supporti grafici hi-res; al contrario sembrava che creasse problemi con il prompt della Applesoft BASIC con un messaggio d'errore, ma infine si rivelò un'astuta parodia dell'interfaccia a riga di comando della Apple. Il suo lavoro intensivo nel collaudo delle interfacce utente e del design, quale The Apple Human Interface Guidelines, rivestì un ruolo importante nella direzione della gamma dei prodotti della Apple nel corso degli anni '90.
Mentre lavorava per Sun con Jakob Nielsen nel 1994, produsse il prototipo video Starfire, al fine di dare un'idea della visione concentrata sull'usabilità dell'Office of the future.